# ピンキーとキラーズ
ピンキーとキラーズ（ラテン文字表記：Pinky & Killers）は、1968年から1972年にかけて活動した日本のボサ・ノヴァバンド。愛称は、ピンキラ。

## 概要
1968年結成のボサノバ・グループ。前年の1967年に15歳で「甘ったれたいの」でビクターレコードからソロ歌手としてデビューした今陽子（ピンキー）がキングレコードに移籍し、男性陣のジョージ浜野、エンディ山口、ルイス高野、パンチョ加賀美の4人と結成。グループ名は、当時アメリカで流行っていた男女混合バンド「スパンキー&アワ・ギャング」をもじったもので、作曲家のいずみたくが命名した。
山高帽にステッキという衣装をトレードマークにしており、当時の邦楽界では男性たちに混じって女性シンガーがいるグループは目新しかった。
デビュー盤『恋の季節』のライナーノーツには『セルジオ・メンデスを目指す新進気鋭のグループ』と書かれていた。
デビュー曲の「恋の季節」は発売直後からヒットを記録し、オリコンで17週間1位（歴代最高記録）となるミリオンセラーを記録し、270万枚を売り上げ、「第10回日本レコード大賞新人賞」を始め、数々の新人賞を受賞し、第19回NHK紅白歌合戦では男女混成グループとして初の出場を果たした。また1969年2月、同名映画が彼ら主演のもとに松竹にて製作され、公開された。
1969年1月、4枚目のシングル「涙の季節」が発売され1位になり、続く「七色のしあわせ」が4位、「星空のロマンス」が10位とオリコンのトップ10に入ったが、それ以降トップ10からは遠ざかった。
1972年2月に今陽子がソロに転向し脱退。一方、キラーズは2人組の女性ヴォーカル（ラブリーズ）を加え、ニュー・キラーズとして再スタートするが、1974年3月、解散する。
「ナショナルパナソニックテレビ パナパナ」「ナショナル冷凍冷蔵庫」（松下電器）などのCMに出演し、CMソングを歌っていたこともある。
その後、懐メロ番組（NHK『思い出のメロディー』やテレビ東京『にっぽんの歌』等）への出演のために単発で再結成する事があったが、キラーズは全員がオリジナルメンバーだったかは不詳である。『今陽子とキラーズ』とクレジットされた事もあった。
2008年7月30日、今陽子の脱退以来、36年ぶりにオリジナルメンバーでピンキーとキラーズが再結成することになった。今陽子の芸能生活40周年記念ディナーショーにメンバーが集結する形で登場した。

## グループ結成と解散について
今陽子は1967年にソロ歌手として『甘ったれたいの』でデビューしたが、鳴かず飛ばずだった。当時陽子はいずみたくの事務所に所属しており、いずみは彼女を売り出すためグループにすることを考えて、ルイスたち男性陣を集めてピンキーとキラーズを結成させた。この頃の音楽業界では“大きな女性歌手は売れにくい”というジンクスがあり、ルイスたちは高身長の陽子(167cm)に不安を感じた。しかし陽子の歌声を聞いたルイスたちは、彼女の声量がすごく、リズム感の良さや英語歌詞も上手に歌えたことから「この子はモノになるぞ」と確信したという。
その後デビューから4年で陽子がグループを脱退したが、実はグループ結成の時点でルイスたち男性陣にはいずみから陽子の処遇について事前に聞かされていた。それは「ピンキーが20歳になったら、その時ピンキーとキラーズが売れていても売れていなくても、この子はソロで活動させる」という話だった。ただし陽子本人にはこの話は知らされていなかった。このためルイスが人づてに聞いた話として、「『私(陽子)がピンキーとキラーズを脱退になったのは、自分の努力が足りなかったせい』と裏事情を知る最近まで責任を感じていた」とのこと。

## メンバー
- 今陽子：ピンキー
- ジョージ浜野（ギター、1941年1月1日 - ）
- エンディ山口（ギター、1945年6月12日 - 2021年8月22日）後に「けいことエンディ・ルイス」を結成する
- ルイス高野（ベース、1947年1月14日 - ）後に「けいことエンディ・ルイス」を結成する
- パンチョ加賀美（ドラム。1944年2月21日 - 2018年5月29日）

## ディスコグラフィ

### シングル
- 全てキングレコードからリリース。

| #  | 発売日          | A/B面 | タイトル                   | 作詞           | 作曲          | 編曲       | 規格品番 |
| -- | --------------- | ----- | -------------------------- | -------------- | ------------- | ---------- | -------- |
| 1  | 1968年 7月20日  | A面   | 恋の季節                   | 岩谷時子       | いずみたく    | いずみたく | BS-865   |
| 1  | 1968年 7月20日  | B面   | つめたい雨                 | 岩谷時子       | いずみたく    | いずみたく | BS-865   |
| 2  | 1968年 9月10日  | A面   | オレと彼女                 | 山上路夫       | いずみたく    | いずみたく | BS-895   |
| 2  | 1968年 9月10日  | B面   | ファンキー・エンジェル     | 尾中美千絵     | いずみたく    | いずみたく | BS-895   |
| 3  | 1968年 12月1日  | A面   | ゆびきりげんまん           | 横田弘行       | いずみたく    | いずみたく | BS-7179  |
| 3  | 1968年 12月1日  | B面   | ドレミの歌                 | ペギー葉山     | R.Rodgers     | いずみたく | BS-7179  |
| 4  | 1969年 1月1日   | A面   | 涙の季節                   | 岩谷時子       | いずみたく    | いずみたく | BS-930   |
| 4  | 1969年 1月1日   | B面   | 涙のバラード               | 岩谷時子       | いずみたく    | いずみたく | BS-930   |
| 5  | 1969年 4月20日  | A面   | 七色のしあわせ             | 岩谷時子       | いずみたく    | いずみたく | BS-990   |
| 5  | 1969年 4月20日  | B面   | 愛の湖                     | 岩谷時子       | いずみたく    | いずみたく | BS-990   |
| 6  | 1969年 5月20日  | A面   | 青空にとび出せ             | 岩谷時子       | いずみたく    | いずみたく | BS-1010  |
| 6  | 1969年 5月20日  | B面   | ニャーオン                 | 永六輔         | いずみたく    | いずみたく | BS-1010  |
| 7  | 1969年 8月20日  | A面   | 星空のロマンス             | 岩谷時子       | いずみたく    | いずみたく | BS-1045  |
| 7  | 1969年 8月20日  | B面   | あのときあなたは           | 岩谷時子       | いずみたく    | いずみたく | BS-1045  |
| 8  | 1969年 10月20日 | A面   | ピンキラのジングル・ベル   | 音羽たかし     | J.Pierpont    | 渋谷毅     | HIT-753  |
| 8  | 1969年 10月20日 | B面   | ホワイト・クリスマス       | Irving Berlin  | Irving Berlin | 渋谷毅     | HIT-753  |
| 9  | 1969年 11月20日 | A面   | 恋人の讃歌                 | 山上路夫       | 渋谷毅        | 渋谷毅     | BS-1104  |
| 9  | 1969年 11月20日 | B面   | 陽のあたる街               | 山上路夫       | 渋谷毅        | 渋谷毅     | BS-1104  |
| 10 | 1969年 12月20日 | A面   | かぜの季節                 | 岩谷時子       | いずみたく    | いずみたく | BS-1126  |
| 10 | 1969年 12月20日 | B面   | 花も嵐も                   | 岩谷時子       | いずみたく    | 渋谷毅     | BS-1126  |
| 11 | 1970年 1月20日  | A面   | 土曜日はいちばん           | 岩谷時子       | いずみたく    | 渋谷毅     | BS-1130  |
| 11 | 1970年 1月20日  | B面   | 小さな大切な恋             | 岩谷時子       | いずみたく    | 渋谷毅     | BS-1130  |
| 12 | 1970年 4月20日  | A面   | 愛の丘の上                 | 岩谷時子       | いずみたく    | 渋谷毅     | BS-1200  |
| 12 | 1970年 4月20日  | B面   | 青春のブルースカイ・ロード | 岩谷時子       | いずみたく    | 渋谷毅     | BS-1200  |
| 13 | 1970年 5月1日   | A面   | 誕生日はいいもんだ         | 石川郁郎       | いずみたく    | 渋谷毅     | BS-1217  |
| 13 | 1970年 5月1日   | B面   | 十二の誕生日               | 武藤たづる     | いずみたく    | 渋谷毅     | BS-1217  |
| 14 | 1970年 6月1日   | A面   | 青い森の二人               | ヒロコ・ムトー | 江口浩司      | 大柿隆     | BS-1223  |
| 14 | 1970年 6月1日   | B面   | 恋のサンポラレ島           | 山上路夫       | 和田誠        | 渋谷毅     | BS-1223  |
| 15 | 1970年 9月1日   | A面   | 若いときこそ               | 岩谷時子       | いずみたく    | 大柿隆     | BS-1260  |
| 15 | 1970年 9月1日   | B面   | 恋人よバラのように         | 岩谷時子       | いずみたく    | 大柿隆     | BS-1260  |
| 16 | 1971年 1月1日   | A面   | 愛に生き平和に生きる       | 岩谷時子       | いずみたく    | 大柿隆     | BS-1310  |
| 16 | 1971年 1月1日   | B面   | 明日へ行く汽車             | 藤田敏雄       | いずみたく    | 大柿隆     | BS-1310  |
| 17 | 1971年 4月20日  | A面   | 何かいいことありそうな     | 山上路夫       | いずみたく    | 大柿隆     | BS-1368  |
| 17 | 1971年 4月20日  | B面   | 愛の花をふたたび           | 山上路夫       | いずみたく    | 大柿隆     | BS-1368  |
| 18 | 1971年 8月10日  | A面   | 幸福ちゃん                 | 白鳥朝詠       | 河村利夫      | 河村利夫   | BS-1406  |
| 18 | 1971年 8月10日  | B面   | 許されぬ恋                 | 白鳥朝詠       | 河村利夫      | 河村利夫   | BS-1406  |
| 19 | 1971年 8月25日  | A面   | 虹と雪のバラード           | 河邨文一郎     | 村井邦彦      | 大柿隆     | BS-1430  |
| 19 | 1971年 8月25日  | B面   | みんなでつくろう           | 山上路夫       | いずみたく    | 大柿隆     | BS-1430  |
| 20 | 1971年 11月20日 | A面   | ロマンス                   | 岩谷時子       | いずみたく    | 大柿隆     | BS-1448  |
| 20 | 1971年 11月20日 | B面   | こんなの恋じゃない         | 岩谷時子       | いずみたく    | 大柿隆     | BS-1448  |

- 1970年夏には今陽子の出身地である愛知県東海市のご当地ソング「東海音頭」(作詞：林勲　補作：山上路夫　作・編曲：いずみたく)を東海市内限定で発表。

### アルバム
- とび出せ!!ピンキラ 恋の季節（1968年）
- ピンキラ・ダブル・デラックス（1969年9月20日）
- ビンキラの民謡お国めぐり（1970年10月20日）
- ピンキーとキラーズ・リサイタル（1970年11月5日）

ほか

### ベスト・アルバム
- ベスト・ヒッツ（1991年11月5日）
- 今陽子・ピンキーとキラーズ 全曲集（1992年10月21日）
- 今陽子 / ピンキーとキラーズ 全曲集（1993年9月22日）
- 決定版 今陽子 & ピンキーとキラーズ（1998年10月23日）
- 今陽子 & ピンキーとキラーズ 全曲集（1999年12月23日）
- 今陽子 & ピンキーとキラーズ 全曲集（2001年12月5日）
- 決定版 今陽子とピンキーとキラーズ（2005年12月7日）
- 決定版 今陽子とピンキーとキラーズ（2007年11月21日）
- 決定版 今陽子とピンキーとキラーズ（2009年12月9日）
- 決定版 今陽子とピンキーとキラーズ（2011年11月9日）
- ピンキーとキラーズ ベスト・ヒット（2012年7月4日）
- 決定版 今陽子とピンキーとキラーズ（2013年11月6日）
- 決定版 2016 今陽子とピンキーとキラーズ（2015年11月11日）
- 決定版 2018 今陽子とピンキーとキラーズ（2017年11月8日）
- 決定版 2020 今陽子 / ピンキーとキラーズ（2019年12月11日）
- 決定版 2022 今陽子とピンキーとキラーズ（2021年12月8日）
- 決定版 今陽子 / ピンキーとキラーズ（2023年12月6日）

### ボックス・セット
- ピンキーとキラーズ大全（2023年3月22日）

### ソノシート
- かぜの季節（興和、非売品）[5]

### タイアップ曲
| 年     | 楽曲               | タイアップ                                   |
| ------ | ------------------ | -------------------------------------------- |
| 1968年 | オレと彼女         | TBS系ドラマ「オレと彼女」主題歌              |
| 1968年 | ゆびきりげんまん   | フジテレビ系ドラマ「ゆびきりげんまん」主題歌 |
| 1969年 | 青空にとび出せ     | TBS系ドラマ「青空にとび出せ!」主題歌         |
| 1969年 | ニャーオン         | ABCホームソング                              |
| 1969年 | かぜの季節         | コルゲンコーワ・CMソング                     |
| 1969年 | 花も嵐も           | テレビ東京系ドラマ「花も嵐も」主題歌         |
| 1970年 | 誕生日はいいもんだ | サントリー「1億人の誕生日の歌」公募曲        |
| 1970年 | 十二の誕生日       | サントリー「1億人の誕生日の歌」公募曲        |
| 1971年 | 虹と雪のバラード   | 札幌オリンピック・テーマソング               |

## NHK紅白歌合戦出場歴
| 年度/放送回               | 曲目                   | 対戦相手                         |
| ------------------------- | ---------------------- | -------------------------------- |
| 1968年（昭和43年）/第19回 | 恋の季節               | ジャッキー吉川とブルー・コメッツ |
| 1969年（昭和44年）/第20回 | 星空のロマンス         | 内山田洋とクール・ファイブ       |
| 1970年（昭和45年）/第21回 | 土曜日はいちばん       | ダークダックス                   |
| 1971年（昭和46年）/第22回 | 何かいいことありそうな | にしきのあきら                   |

## 主なテレビ出演
- 青空にとび出せ!（TBS、1969年3月 - 9月）
- サンデーヒットショー→56分待ったナシ!（フジテレビ、1969年10月 - 12月）
- ハット・ピンキー!（TBS、1970年3月 - 9月）
- 男は度胸（今のみ）（NHK総合、1970年）
- クイズ!脳ベルSHOW BSフジ11時間テレビ2019コーナー内　(今のみ)  (BSフジ、2019年)

## 主な映画出演
- 恋の季節（1969年　松竹）

監督:井上梅次 音楽:いずみたく 出演:森田健作、奈美悦子、松岡きっこ
- 涙の季節（1969年　日活）
- 恋の大冒険（1970年　東宝）

## 主なミュージカル出演
- さよならTYO（1970年）

## 主なCM
- ピーコック魔法瓶工業
- エンドーチェーン（1969年。宮城県を中心に展開していたスーパーチェーン。CMソングのみ?）
- コカ・コーラ（日本コカ・コーラ株式会社、1969年 - 1971年）
- コルゲンコーワ（興和、1969年 - 1970年）
- ウナコーワ（興和、1969年 - 1972年）
- ハウスバーモントカレー（ハウス食品、1969年 - 1970年）
- ナショナル冷凍冷蔵庫（松下電器産業、1970年 - 1973年）
- マルシンハンバーグ（マルシンフーズ）
- 明治チョコレート
- バンビ時計バンド